# Ctenochromis horei
Ctenochromis horei es una especie de peces de la familia Cichlidae en el orden de los Perciformes.

## Morfología
Los machos pueden llegar alcanzar los 20 cm de longitud total.

## Depredadores
Es depredado por Plecodus straeleni.

## Hábitat
Vive en zonas de clima tropical entre 24 °C-26 °C de temperatura.

## Distribución geográfica
Se encuentran en África: lago Tanganika, incluyendo sus afluente s  Lukuga,  Ruzizi y  Desnuda.